# Neoserica rutilans
Neoserica rutilans är en skalbaggsart som beskrevs av Ahrens och Fabrizi 2009. Neoserica rutilans ingår i släktet Neoserica och familjen Melolonthidae. Inga underarter finns listade i Catalogue of Life.